# Барлебен
Барлебен (њем. Barleben) општина је у њемачкој савезној држави Саксонија-Анхалт. Једно је од 35 општинских средишта округа Берде. Према процјени из 2010. у општини је живјело 9.217 становника. Посједује регионалну шифру (AGS) 15083040, NUTS (DEE07) и LOCODE (DE BAE) код.

## Географски и демографски подаци
Барлебен се налази у савезној држави Саксонија-Анхалт у округу Берде. Општина се налази на надморској висини од 44 метра. Површина општине износи 29,7 km². У самом мјесту је, према процјени из 2010. године, живјело 9.217 становника. Просјечна густина становништва износи 310 становника/km².

## Међународна сарадња
| Мјесто | Држава    | Врста сарадње | Од    |
| ------ | --------- | ------------- | ----- |
|        | Француска | партнерство   | 2007. |
| Извор  |           |               |       |